# Hoa hậu Quốc tế 1999
Hoa hậu Quốc tế 1999 là cuộc thi Hoa hậu Quốc tế lần thứ 39, được tổ chức vào ngày 14 tháng 12 năm 1999 tại, Tokyo, Nhật Bản. 43 thí sinh tham gia cuộc thi năm nay. Trong đêm chung kết, Hoa hậu Quốc tế 1998 Lía Borrero đến từ Panama đã trao vương miện cho người kế nhiệm, cô Paulina Gálvez đến từ Colombia.

## Kết quả

### Thứ hạng
| Kết quả              | Thí sinh |
| -------------------- | --- |
| Hoa hậu Quốc tế 1999 | - Colombia – Paulina Gálvez |
| Á hậu 1              | - Tây Ban Nha – Carmen Fernández |
| Á hậu 2              | - Phần Lan – Saija Palin |
| Top 15               | - Brazil – Alessandra do Nascimento - Curaçao – Pamela Winkel - Síp – Afroditi Pericleous - Cộng hòa Séc – Sárka Sikorova - Cộng hòa Dominica – Patsi Arias - Nhật Bản – Kana Onoda - Nicaragua – Claudia Alaniz - Ba Lan – Adrianna Gerczew - Nga – Maria Tchebotkevitch - Senegal – Aïcha Faye - Uruguay – Daniela Abasolo - Venezuela – Andreína Llamozas |

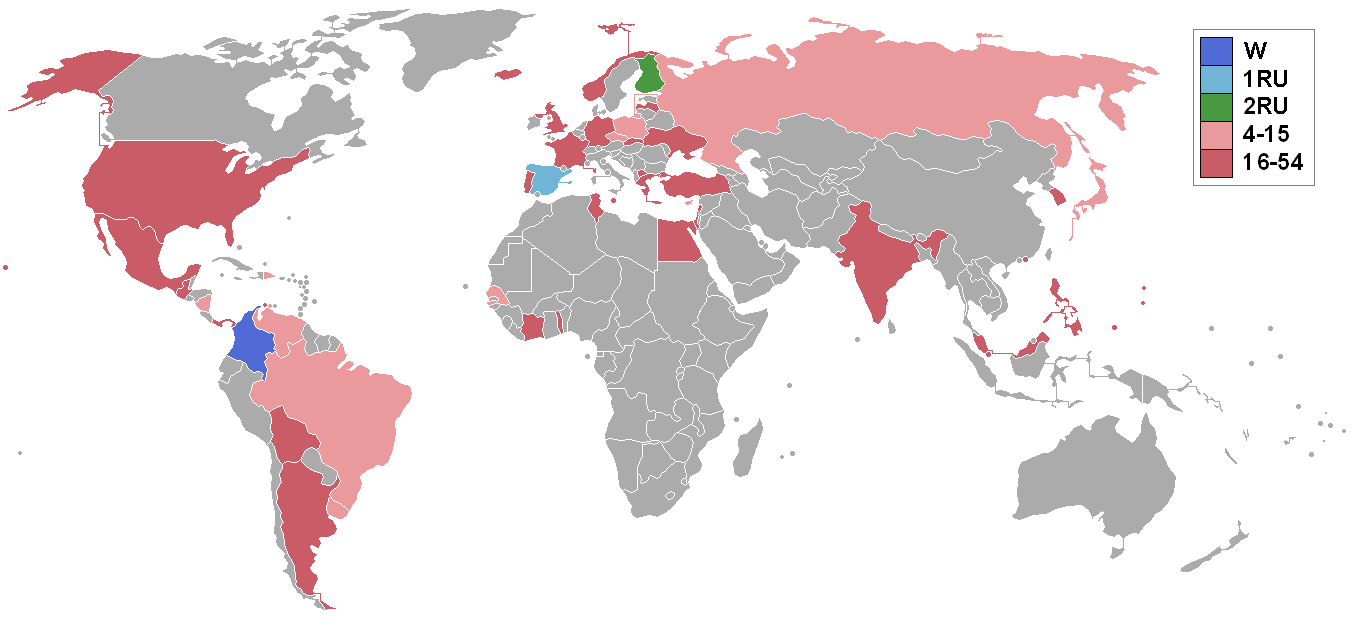
Các quốc gia và vùng lãnh thổ tham gia Hoa hậu Quốc tế 1999 và kết quả.

### Các giải thưởng đặc biệt
| Giải thưởng        | Thí sinh                             |
| ------------------ | ------------------------------------ |
| Hoa hậu Thân thiện | - Quần đảo Bắc Mariana – Miyuki Hill |
| Hoa hậu Ảnh        | - Colombia – Paulina Gálvez          |

## Thí sinh tham gia
51 thí sinh tham gia cuộc thi năm nay:
| - Argentina – Elizabeth Contrard - Aruba – Cindy Vanessa Cam Lin Martinus - Bolivia – Natalia Arteaga - Brazil – Alessandra do Nascimento - Anh Quốc – Janeth Kehinde Ayuba - Colombia – Paulina Gálvez - Bờ Biển Ngà – Madaussou Kamara - Curaçao – Pamela Winkel - Síp – Afroditi Pericleous - Cộng hòa Séc – Sárka Sikorová - Cộng hòa Dominica – Patsi Arias - Ai Cập – Engy Mohammed Abdalla - Phần Lan – Saija Palin - Pháp – Céline Cheuva - Đức – Tania Freuderberg - Hy Lạp – Penelope Lentzou - Guam – Lourdes Jeanette Rivera - Guatemala – Gladys Alvarado - Hawaii – Christy Chung - Hồng Kông – Hồ Hạnh Nhi - Iceland – Ásbjörg Kristinsdóttir - Ấn Độ – Sri Krupa Murali - Israel – Nofit Shevach - Nhật Bản – Kana Onoda - Hàn Quốc – Lee Jae-won - Latvia – Agnese Keiša | - Liban – Clemence Achkar - Macedonia – Delfina Zafirova - Malaysia – Andrea Franklin Gomez - Malta – Catherine Seisan - Mexico – Graciela Soto Cámara - Nicaragua – Claudia Patricia Alaniz Hernández - Quần đảo Bắc Mariana – Miyuki Hill - Na Uy – Anette Rusten - Palau – Charlene Kaud Omelau - Panama – Blanca Elena Espinosa Tuffolon - Philippines – Georgina Sandico - Ba Lan – Adrianna Gerczew - Bồ Đào Nha – Andreia Antunes - Nga – Maria Tchebotkevitch - Senegal – Aïcha Faye - Singapore – Janice Koh Yeok Teng - Slovakia – Adela Bartkova - Tây Ban Nha – Carmen Fernández - Togo – Deborah Tiyéna Bassuka - Tunisia – Leïla Bent Abdesalem - Thổ Nhĩ Kỳ – Merve Alman - Ukraine – Liliya Zalunina - Uruguay – María Daniela Abasolo Cugnetti - Hoa Kỳ – Jennifer Glover - Venezuela – Andreína Llamozas |

## Chú ý

### Lần đầu tham gia
- Ai Cập
- Palau

### Trở lại
| - Lần cuối tham gia vào năm 1986: - Bờ Biển Ngà - Malaysia - Lần cuối tham gia vào năm 1988: - Uruguay - Lần cuối tham gia vào năm 1994: - Nicaragua - Lần cuối tham gia vào năm 1995: - Guam | - Lần cuối tham gia vào năm 1997: - Brazil - Guatemala - Liban - Malta - Nga - Ukraine |

### Bỏ cuộc
| - Úc - Canada – Jennefer Jessica Isabel Jenei - El Salvador – Luciana José Sandoval - Honduras | - Hà Lan - Paraguay – Silvana de los Ángeles Gimenez-Valiente - Perú |

### Thay thế
- Aruba – Jennifer Marthaly Bermudez
- Philippines – Lalaine Edson
- Venezuela – Barbara Leticia Perez Rangel

## Liên kết
- Pageantopolis - Miss International 1999